# Simon Skrivers Klit
Simon Skrivers Klit er en op til 26 meter høj fredet indlandsklit beliggende øst for Tversted Plantage og ca. 2 km sydøst for Skiveren i Frederikshavn og Hjørring Kommuner i Vendsyssel. Det er en vest-østvendt klitryg,  med nogle af de højeste klittoppe på Skagens Odde, og en af de mange gamle vandreklitter, som udgør en stor del af  området;  et landskabeligt flot område med en fin udsigt.
Området blev fredet i 1965, og er fredningen er på ca. 80 hektar.
Fredningsplanudvalget for de daværende Hjørring og Thisted Amter, motiverede fredningsforslaget med følgende ord: ”en særdeles karakterfuld og særegen højderyg, som går gennem landskabet, og som omtrent danner grænsen mellem klitarealerne og landbrugsarealerne ned mod Gårdbo Sø”.

## Eksterne kilder og henvisninger
- Om området på Fredninger.dk fra Danmarks Naturfredningsforening
- Fredningskendelsen

|  | Denne artikel om lokaliteten Simon Skrivers Klit kan blive bedre, hvis der indsættes et (bedre) billede. Du kan hjælpe ved at afsøge Wikimedia Commons for et passende billede eller lægge et op på Wikimedia Commons med en af de tilladte licenser og indsætte det i artiklen. |

57°36′27.44″N 10°18′37.17″Ø / 57.6076222°N 10.3103250°Ø